# Estados Unidos en los Juegos Olímpicos de Berlín 1936
Estados Unidos estuvo representado en los Juegos Olímpicos de Berlín 1936 por un total de 359 deportistas, 313 hombres y 46 mujeres, que compitieron en 21 deportes.
El portador de la bandera en la ceremonia de apertura fue el gimnasta Al Jochim.

## Medallistas
El equipo olímpico estadounidense obtuvo las siguientes medallas:
| Nombre | Deporte           | Competición              |
| --- | ----------------- | ------------------------ |
| Oro |                   |                          |
| Helen Stephens                                                                                                 | Atletismo         | 100 m F                  |
| Harriet Bland Annette Rogers Betty Robinson Helen Stephens                                                     | Atletismo         | 4 × 100 m F              |
| Ken Carpenter                                                                                                  | Atletismo         | Disco M                  |
| Cornelius Johnson                                                                                              | Atletismo         | Salto de altura M        |
| Earle Meadows                                                                                                  | Atletismo         | Salto con pértiga M      |
| Glenn Morris                                                                                                   | Atletismo         | Decatlón M               |
| Jesse Owens | Atletismo         | 100 m M                  |
| Jesse Owens | Atletismo         | 200 m M                  |
| Jesse Owens | Atletismo         | Salto de longitud M      |
| Archie Williams                                                                                                | Atletismo         | 400 m M                  |
| John Woodruff                                                                                                  | Atletismo         | 800 m M                  |
| Forrest Towns                                                                                                  | Atletismo         | 110 m vallas M           |
| Glenn Hardin                                                                                                   | Atletismo         | 400 m vallas M           |
| Jesse Owens Ralph Metcalfe Foy Draper Frank Wykoff                                                             | Atletismo         | 4 × 100 m M              |
| Equipo | Baloncesto        | Torneo M                 |
| Tony Terlazzo                                                                                                  | Halterofilia      | 60 kg M                  |
| Frank Lewis | Lucha libre       | 72 kg M                  |
| Jack Medica | Natación          | 400 m libre M            |
| Adolph Kiefer                                                                                                  | Natación          | 100 m espalda M          |
| Herbert Morris Charles Day Gordon Adam John White James McMillin George Hunt Joe Rantz Donald Hume Robert Moch | Remo              | Ocho con timonel (M8+) M |
| Marjorie Gestring                                                                                              | Saltos            | Trampolín 3 m F          |
| Dorothy Poynton-Hill                                                                                           | Saltos            | Plataforma 10 m F        |
| Richard Degener                                                                                                | Saltos            | Trampolín 3 m M          |
| Marshall Wayne                                                                                                 | Saltos            | Plataforma 10 m M        |
| Plata |                   |                          |
| Dave Albritton                                                                                                 | Atletismo         | Salto de altura M        |
| Gordon Dunn | Atletismo         | Disco M                  |
| Bob Clark | Atletismo         | Decatlón M               |
| Ralph Metcalfe                                                                                                 | Atletismo         | 100 m M                  |
| Mack Robinson                                                                                                  | Atletismo         | 200 m M                  |
| Glenn Cunningham                                                                                               | Atletismo         | 1500 m M                 |
| Harold Cagle Bob Young Edward O’Brien Al Fitch                                                                 | Atletismo         | 4 × 400 m M              |
| Jack Wilson | Boxeo             | 53,5 kg M                |
| Earl Foster Thomson (Jenny Camp)                                                                               | Hípica            | Concurso completo ind.   |
| Ross Flood | Lucha libre       | 56 kg M                  |
| Francis Millard                                                                                                | Lucha libre       | 61 kg M                  |
| Richard Voliva                                                                                                 | Lucha libre       | 79 kg M                  |
| Jack Medica | Natación          | 1500 m libre M           |
| Al Vande Weghe                                                                                                 | Natación          | 100 m espalda M          |
| Ralph Flanagan John Macionis Jack Medica Paul Wolf                                                             | Natación          | 4 × 200 m libre M        |
| Charles Leonard                                                                                                | Pentatlón moderno | Individual M             |
| Katherine Rawls                                                                                                | Saltos            | Trampolín 3 m F          |
| Velma Dunn | Saltos            | Plataforma 10 m F        |
| Marshall Wayne                                                                                                 | Saltos            | Trampolín 3 m M          |
| Elbert Root | Saltos            | Plataforma 10 m M        |
| Bronce |                   |                          |
| Jimmy LuValle                                                                                                  | Atletismo         | 400 m M                  |
| Fritz Pollard                                                                                                  | Atletismo         | 110 m vallas M           |
| Jack Parker | Atletismo         | Decatlón M               |
| Delos Thurber                                                                                                  | Atletismo         | Salto de altura M        |
| Louis Laurie                                                                                                   | Boxeo             | 50,8 kg M                |
| Lenore Wingard                                                                                                 | Natación          | 400 m libre F            |
| Alice Bridges                                                                                                  | Natación          | 100 m espalda F          |
| Mavis Freeman Bernice Lapp Olive McKean Katherine Rawls                                                        | Natación          | 4 × 100 m libre F        |
| Ernest Riedel                                                                                                  | Piragüismo        | K1 10000 m M             |
| Daniel Barrow                                                                                                  | Remo              | Scull ind. (M1x) M       |
| Dorothy Poynton-Hill                                                                                           | Saltos            | Trampolín 3 m F          |
| Alan Greene | Saltos            | Trampolín 3 m M          |